# 1969年12月东北风暴

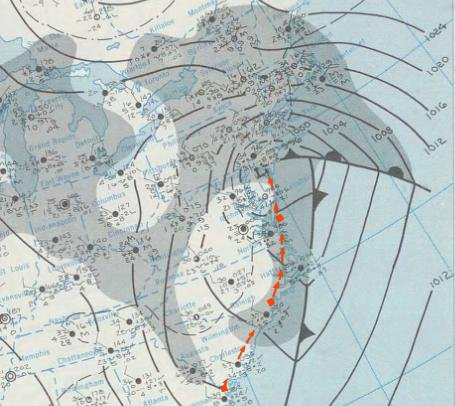
东北风暴的天气图，其行进路线以红色突出显示

1969年12月东北风暴是一场从1969年12月25日至28日对美国中大西洋各州和新英格兰地区构成影响的强烈冬季东北风暴，按东北部降雪影响等级属于三级中的较高标准或是四级中的较低标准。这场风暴于12月25日在德克萨斯州上空发展形成并向东行进，在到达美国东海岸的过程中得到强化并转化东北，加速朝新英格兰逼近，当地以12月26至27日所受影响最为严重。气旋在逐渐远离新英格兰的过程中达到976毫巴（百帕，28.8英寸汞柱）的最低气压，由于其移动速度缓慢，整个美国东北部内陆普降暴雪，局部地区降雪量高达1000毫米，不过沿海地区因有温暖空气涌入，出现的以降雨为主。
因降雪含水量高、之前存在的积雪以及设备故障等多个因素的共同影响，这场风暴对纽约上州和佛蒙特州造成的影响经久不散，向南远至首都哥伦比亚特区都出现了超过305毫米的降雪量。超过9米高的积雪阻断了多条道路，整场东北风暴共计造成至少20人死亡。受灾最为严重的地区有多个社区同外界失去联系，道路上的积雪清理工作持续了一个多月。除降雪外，狂风也对清理工作构成阻碍，沿海地区因降雨和冰塞引发洪灾。

## 背景
1969年冬至1970年属于一段长期的圣婴-南方振荡现象影响时期:473，美国东北部在这一期间出现了两场强烈的东北风暴，除本场外，另一场是有“林赛雪灾”（Lindsay Snowstorm）之称的1969年2月东北风暴。北大西洋涛动在本场东北风暴存在期间基本上没有起到有利于其发展的作用，并且越是接近其形成时期，数值对气旋的影响越趋于不利。风暴过去后，北大西洋涛动立即变得非常不利于气旋形成和发展，1970年1月的气温异常寒冷就是这一情况的明证:473。12月下旬的这场东北风暴到达前，新英格兰北部上空存在一股1033毫巴（百帕，30.5英寸汞柱）的高气压，将漏斗状的冷锋引入该区域，随着风暴逼近，高气压也蜿蜒向东北方向移动，美国东岸还在12月25至26日出现了冷空气屏障和锋生现象:467。

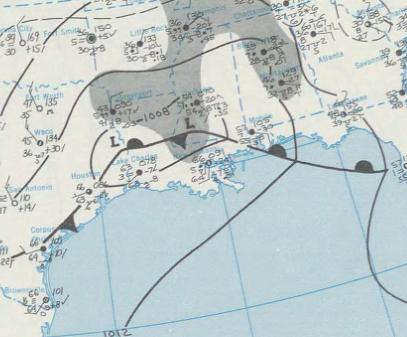
12月25日的这份天气图显示有低气压系统正在墨西哥湾北部发展

## 气象历史
这场东北风暴源于12月25日在德克萨斯州北部上空形成的一片强度较弱的地面低气压。低气压当天总体向东移动，穿越了南部的美国墨西哥湾沿岸各州:469。这天中午，密西西比州和阿拉巴马州上空发展出一股南向低空急流并向东飘移，这是一种处于下层大气层的局部气流。同时美国东南部各州还开始出现降雨。12月26日清晨，低气压因美国东岸沿线的锋影响而转向东北，并且开始进入爆发性增强期。东北风暴从乔治亚州加速行进至新泽西州沿海的12小时里气压就降低了12毫巴（百帕，0.35英寸汞柱）:467。随着气旋的深化，其位于500毫巴气压高度（海拔数千米高度）的低压槽形成了一个从西北向东南方向延伸，对风暴发展不利的倾角:473。协调世界时12月27日凌晨0点，新英格兰全境都出现降雨:469。低空急流开始从南面将低气压包裹起来，并且气流速度在这一过程中提高到每小时198公里，增强了该地区的暖湿气流，导致出现强降雨:473。
高气压区的所在位置加上风暴与海岸线的距离较近，令温暖的空气得以进入该区域，美国东北部和新英格兰南部一些主要城市也由降雪天气转变成降雨。温暖的海上空气和新英格兰内陆上空的冷空气之间有锋面形成，部分地区因此出现了严重的冰风暴。12月26日，风暴中心在逼近新泽西州的过程中移动速度急剧放缓，不过强度基本保持稳定。12月27日，这股东北风暴在位于纽约州长岛上空以东不远处开始进入第二阶段的爆发性增强期，并在逼近马萨诸塞州海岸后达到最高强度，最低气压跌至976毫巴（百帕，28.8英寸汞柱），气旋最西侧周围也开始产生降雪，影响到了向南远至长岛之间的地区。接下来24小时里，风暴缓慢向东北方向移动，导致纽约上州和佛蒙特州出现强降雪。:467

## 影响和善后

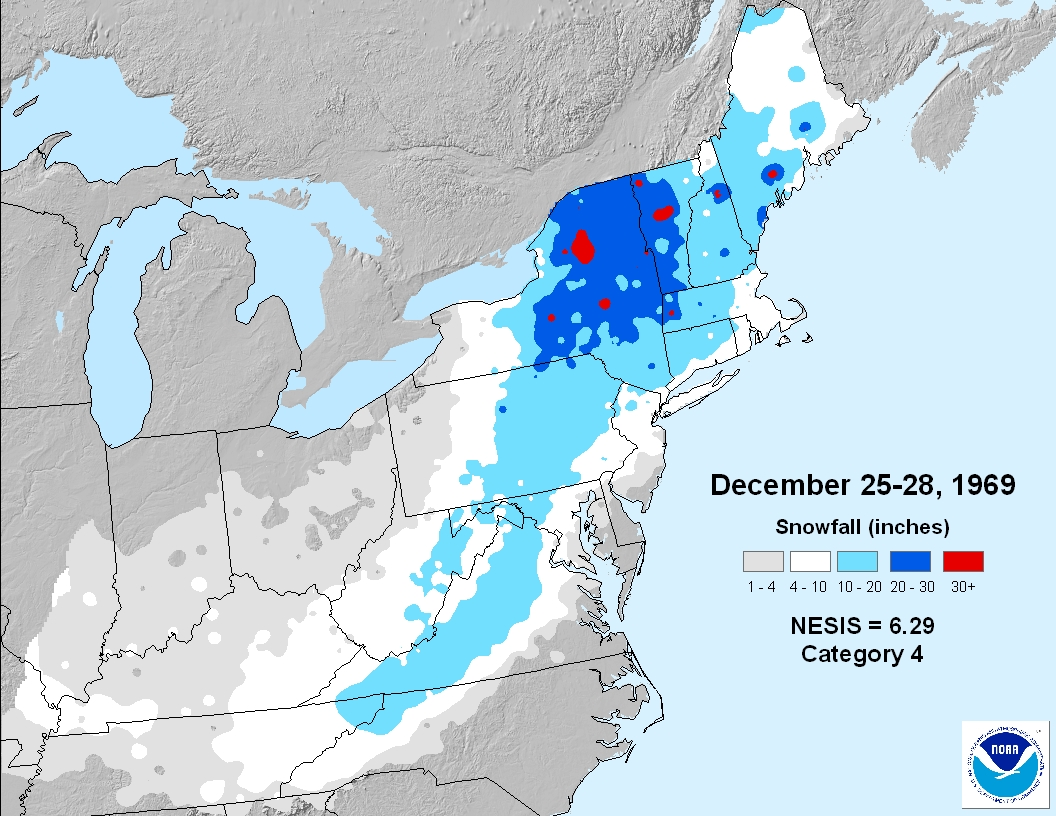
美国气候数据中心的降雪量分布图

风暴尚在发展期间时产生的强风就导致弗吉尼亚州里士满至少有5万电力用户失去供电。卡洛尔县有许多树木被大风连根拔起。东北风暴的南部边缘存在强烈的雷暴活动，佛罗里达州昆西有一场龙卷风着陆，袭击了一个工业区，掀开至少三幢建筑物的屋顶，造成了10万美元（1969年美元，相当于83.1萬2025年美元）的破坏。美国东北海岸沿线有多个主要机场因风暴被迫封闭，其中包括波士顿的爱德华·劳伦斯·洛根将军国际机场和纽约的拉瓜地亚机场。
气象研究人员保罗·科辛（Paul Kocin）和路易斯··尤起里尼（Louis W. Uccellini）认为，这场气旋的强度可以达到东北部降雪影响等级下三级中的较高标准或是四级中的较低标准，相当于一场“大型”冬季风暴:467。此后来自美国气候数据中心的数据表明，这场东北风暴应该达到了四级强度下的较低标准。降雪从田纳西州和北卡罗莱纳州的阿巴拉契亚山脉开始经缅因州西部一直延伸到中大西洋各州。其中降雪量最大的是多个内陆区域，宾夕法尼亚州东北部、纽约州东部以及佛蒙特州都纪录到了超过510毫米降雪，最高的伯灵顿达到760毫米，奥尔巴尼和宾汉顿也分别达到670毫米和560毫米。向南远至首都哥伦比亚特区降雪量都超过了305毫米。这场东北风暴也是纽约上州有纪录以来最严重的雪灾之一:467，局部区域降雪量高达1016毫米:468。加上数天前的另一场雪灾影响，一些地方的积雪达到9.14米。风暴还令多地创下月降雪量的新纪录，奥尔巴尼1969年12月的降雪总量超出原纪录430毫米，新纪录截至2010年冬和2011年春仍然得以保持。

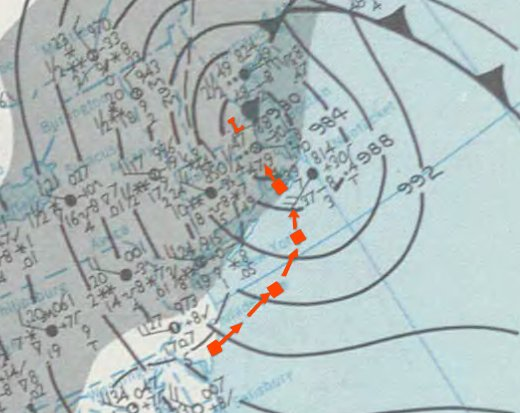
12月27日，东北风暴位于新英格兰东部上空的天气图。

奥尔巴尼周边的奥尔巴尼、斯克内克塔迪、伦塞勒和萨拉托加四县出现的降雪中含水量较高，偶尔还会出现雨夹雪。这导致地面积雪比正常情况下更密集，更难以清除，一些路段经过一个月后都仍未清理干净，除雪的耗费也达到了创纪录的200万美元（1969年美元，相当于1662萬2025年美元）。奥尔巴尼市长伊拉斯塔斯·康宁二世（Erastus Corning 2nd）称情况“极其危急”（dire emergency），该市也限制了几乎所有车辆的通行，仅有运送应急物资的例外。积雪阻断了多条道路，部分社区陷入孤立，居民也因此受困，为此有数千名救援人员使用雪地车和飞机搜救被困灾民。州长纳尔逊·洛克菲勒在风暴后允许1.7万名州政府雇员留在家中不用上班，以求减少交通压力。
整个地区因沉重的积雪加上烈风强度的狂风影响，造成多所房屋的屋顶倒塌，供电线路也被压断。风暴还创下了伯灵顿单场降雪量的最高纪录，该纪录一直到2010年1月才被打破。佛蒙特州州长迪恩·C·戴维斯（Deane C. Davis）宣布全州进入紧急状态，并下令国民警卫队对清理工作进行协助。由于降雪持续时间长，即便在积雪得到清理后，道路仍然无法通行，除雪车无法承受这样的工作量而开始出现机械故障。部分社区的停电或是电话中断情况持续了两天，局部停电则时间更长。州内许多奶农因运奶车无法前来取奶而不得不将牛奶倒掉。还有一些地方因停电导致设备无法运转，奶农只能用人手挤奶。
新英格兰中部和南部出现的降雨导致多条冰冻河流水位上涨，形成的冰塞引发了严重水灾。马萨诸塞州、新罕布什尔州和缅因州有数百户家庭被迫离开家园。波士顿地区的降雨量达到100毫米，数以千计的民宅被淹。多条河流远超洪水水位，不过洪水也从12月29日起开始逐渐退去。到12月30日时，至少已有20人因这场风暴而丧生，其中大部分是因交通事故或是清理积雪过度劳累所致。